# Oxalis grisea
Oxalis grisea är en harsyreväxtart som beskrevs av A. St.-hil. & Naud.. Oxalis grisea ingår i släktet oxalisar, och familjen harsyreväxter. Utöver nominatformen finns också underarten O. g. mattogrossensis.